# Maro Castello
Maro Castello è una frazione del comune di Borgomaro, in provincia di Imperia. Fu comune autonomo fino al 1925.

## Geografia fisica
Il paese si trova nella valle del Maro su un poggio alla destra del torrente Impero, a ridosso del capoluogo Borgomaro raggiungibile in 5 minuti percorrendo la ripida mulattiera in discesa.

## Storia
Il paese conserva i ruderi del castello del Maro: è rimasto l'ultima testimonianza della grande importanza che in passato aveva questo paese, ubicato in una zona strategica all'ingresso della valle del Maro. Soprattutto dopo la distruzione del castello, avvenuta nel 1625, il borgo perse importanza in favore del centro posto a fondovalle che si stava via via sviluppando.
Al 1925 risale la soppressione del comune di Maro Castello in favore di un suo accorpamento nel territorio di Borgomaro come frazione.

## Monumenti e luoghi d'interesse

### Architetture religiose

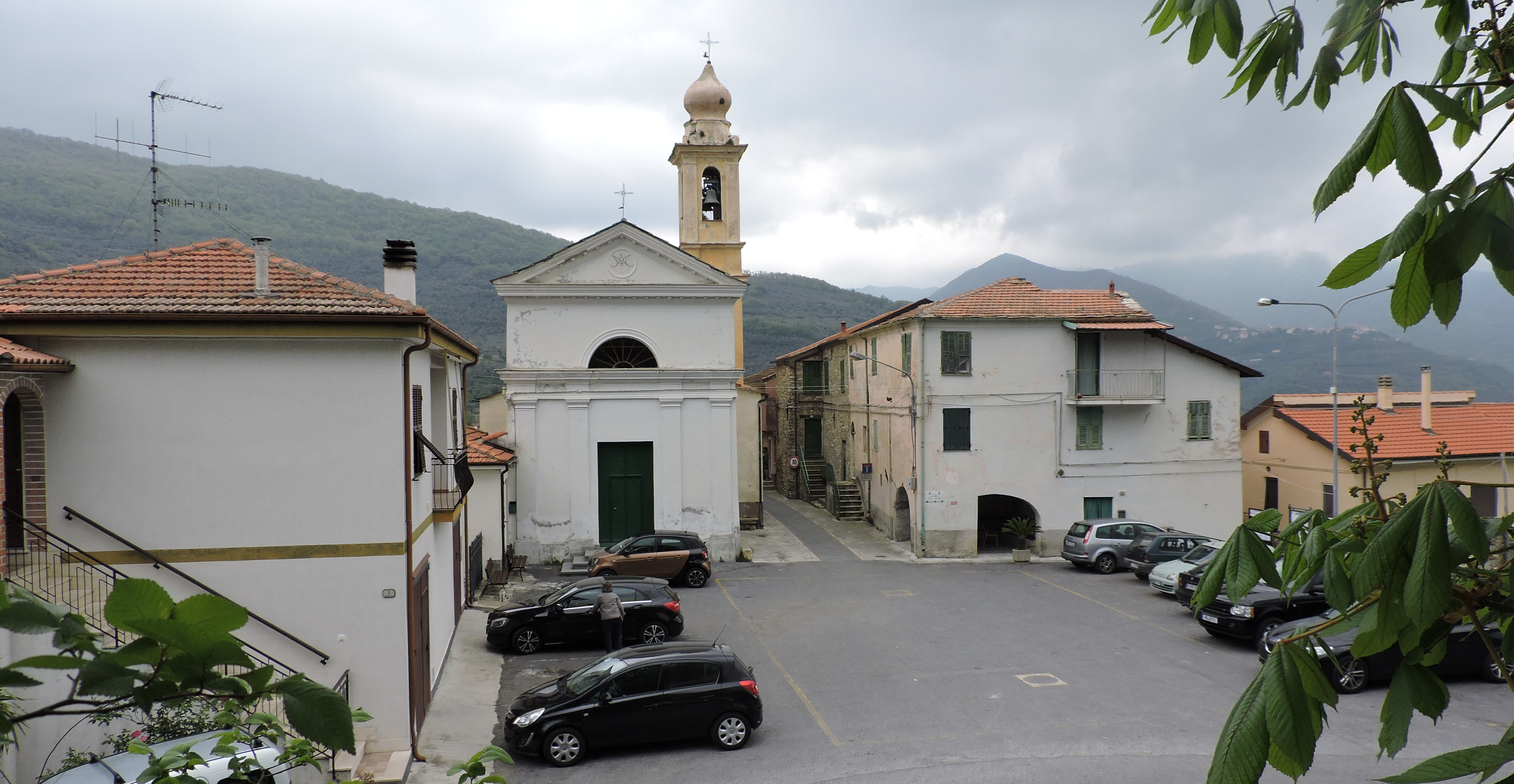
L'Assunta

- Chiesa dell'Assunta. Situata sulla piazza del paese, dipende dalla parrocchia di Borgomaro. Presenta una severa facciata neoclassica sovrastata da un timpano e ha un campanile a bulbo.
- Chiesetta di San Rocco. Edificata lungo l'attuale strada provinciale presso il cimitero, è preceduta da un portico con la funzione di rifugio per i viandanti.
- Cappella di Sant'Anna, situata nelle campagne fuori paese.

### Architetture militari
- Castello del Maro. Un tempo importantissimo per il controllo di tutta la valle del Maro, appartenne inizialmente ai conti di Ventimiglia, poi ai Doria e quindi ai Savoia. Ora ne restano soltanto pochi ruderi, situati di fronte alla chiesa.

## Economia
L'economia del paese è principalmente legata all'agricoltura, specialmente nell'olivicoltura.

## Infrastrutture e trasporti

### Strade

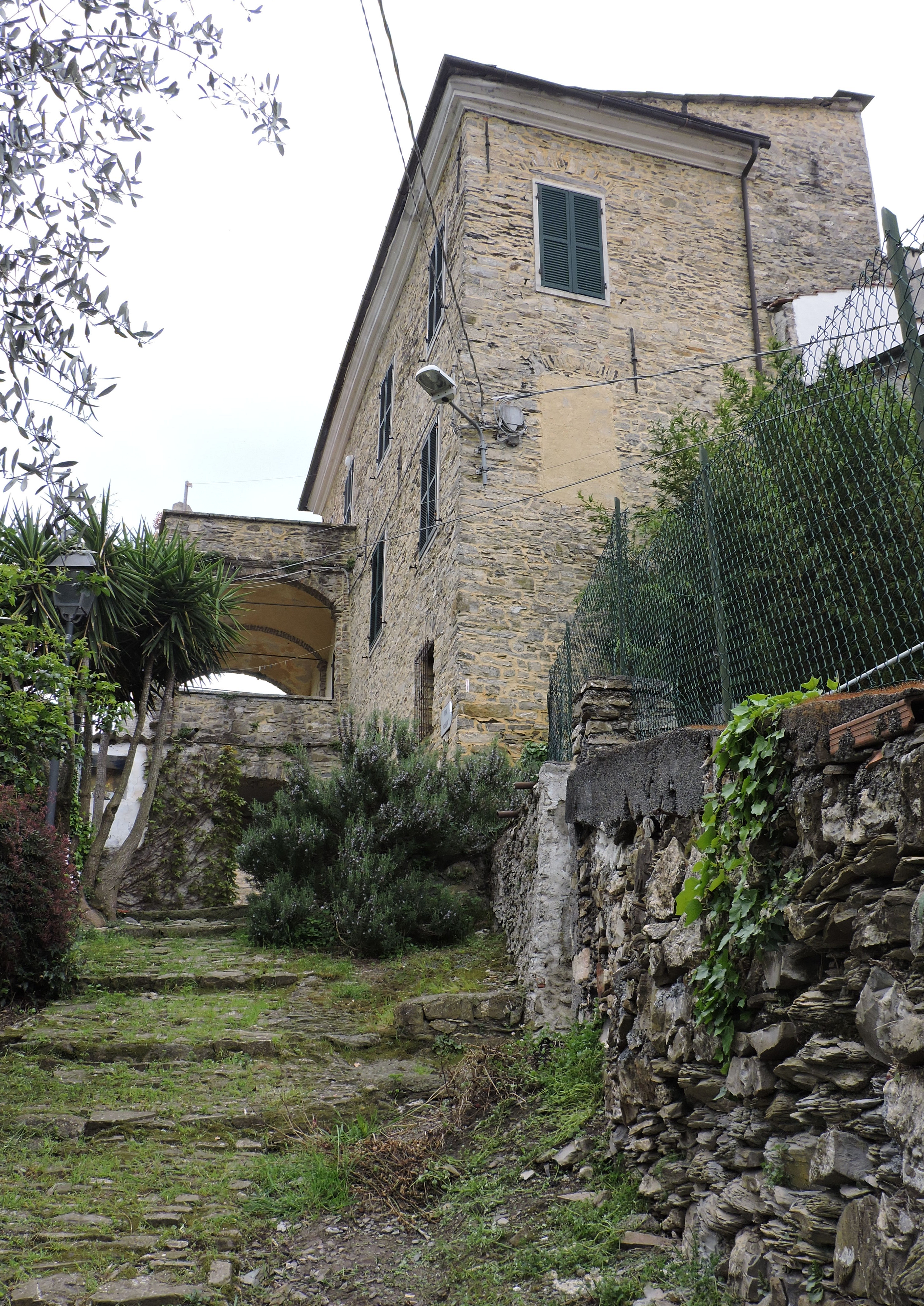
Accesso pedonale da Borgo

Maro Castello è situato lungo la strada provinciale 24, che collega San Lazzaro Reale con il Colle d'Oggia passando per Borgomaro. Di recente è inoltre stata asfaltata una strada interpoderale che collega Maro Castello con il borgo di Lucinasco, strada oggi chiamata strada panoramica del Maro. La Riviera Trasporti assicura un certo numero di corse giornaliere tra Oneglia e Conio, percorso che attraversa anche Maro Castello.